# Вахній Сергій Петрович
Сергі́й Петро́вич Вахні́й (народився 13 березня 1959 року в селі Лісовичі Таращанського району Київської області) — український агроном, «Заслужений працівник сільського господарства України». Почесний голова товариства "Земля Томилівська".

## Життєпис
У 1981 році закінчив Білоцерківський сільськогосподарський інститут імені П. Л. Погребняка.
У 1989 році — Українську ордена Трудового червоного прапора сільськогосподарську академію.
У 2001 році — Українську Академію державного управління при Президентові України. Вчений-агроном, організатор-економіст соціалістичних сільськогосподарських підприємств, магістр державного управління, кандидат сільськогосподарських наук, доцент.
Трудову діяльність розпочав 1981 року у відділенні колгоспу ім. Боженка Таращанського району Київської області на посаді агронома.
Після проходження строкової службу в лавах Збройних Сил продовжив свою діяльність на посаді старшого агронома цього ж колгоспу.
З 1984 по 1986 рік — керуючий відділенням «Росток» радгоспу «Білоцерківський» Київської області.
З 1986 по 1989 рік перший секретар Білоцерківського райкому ЛКСМУ.З 1989 по 1990 рік заступник директора радгоспу «Білоцерківський» Київської області.
З 1990 по 1997 рік директор радгоспу «Томилівський», голова правління КСП агрофірми «Томилівська», генеральний директор ЗАТ агрофірми «Томилівська» Білоцерківського району Київської області.
У 1997 році призначений на посаду голови Білоцерківської районної державної адміністрації, яку очолював до 2005 року.
У 2005 році займає посади помічника-консультантанта народного депутата України, заступника начальника з інвестиційної політики Служби автомобільних доріг у Київській області.
З 2005 по 2007 рік заступник начальника Служби автомобільних доріг у Київській області.
У 2007 році помічник-консультант народного депутата України, перший заступник начальника головного управління агропромислового розвитку Київської обласної державної адміністрації.
У 2007 році призначений на посаду голови Володарської районної державної адміністрації Київської області.
У 2010 році помічник-консультант народного депутата України, заступник начальника інспекції — начальник відділу оподаткування фізичних осіб Рокитнянської міжрайонної державної податкової інспекції.
З липня 2010 року — начальник Рокитнянської міжрайонної державної податкової інспекції Київської області.
16 листопада 2011 року призначений на посаду голови Рокитнянської районної державної адміністрації.
Депутат Білоцерківської районної ради VI скликання. Одружений, має двох дорослих дітей.  21.02.2014 року було звільнено з посади за власним бажанням.

## Відзнаки та нагороди
- «Заслужений працівник сільського господарства України» (2004).
- Орден «За заслуги» ІІІ ступеня (2009).
- Відзнака Президента України — ювілейна медаль «25 років незалежності України» (2016).[1]